# Secours rouge (Allemagne)
Pour les articles homonymes, voir Secours rouge.
Ne doit pas être confondu avec Rote Hilfe.
Le Secours rouge est une organisation caritative créée en Allemagne dans les années 1920 comme une branche du Secours rouge international puis relancée en 1971 ou 1972 selon les versions, au moment des arrestations des chefs de la bande terroriste fondée par Andreas Baader, mais cette fois sans être liée à l'Internationale communiste. Sa création s'inscrit aussi dans le sillage d'une organisation comparable en juin 1970 en France.

## Les années 1920
Créée le 29 décembre 1922 à Moscou à l'initiative de la Société des vieux bolcheviks, une « Association d’aide et de solidarité internationale aux combattants de la Révolution » est à l’origine du Secours Rouge International qui comptera 19 sections nationales en 1924 — dont Rote Hilfe en Allemagne —, puis 71 en 1932, totalisant 13,8 millions de cotisants (dont 5 560 000 en URSS). L'organisation caritative internationale est directement liée à l'Internationale communiste.

## Les années 1970

### Le "Secours républicain" de 1968 à Francfort
En Allemagne, est ensuite créé sous l'égide de l'Union socialiste allemande des étudiants un « Secours Républicain », dont le conseil d’administration tient une réunion dès juillet 1968 dans la rue Wilhelm-Hauff à Francfort.
Les magazines Justice Info et Political Justice Materials sont publiés. Le premier a une ligne dure et affiche le slogan « combattez les réformistes ». Le « Secours Républicain » vise aussi la production d’informations et demande à ses militants de rassembler des manuscrits, des informations locales, des dépliants. Il entend protester contre le viol de la présomption d'innocence par les journaux du groupe de presse d'Axel Springer. Inge Hornischer et Karl Dietrich Wolff sont chargés de l'édition des documents sur la justice politique. Après avoir réussi son examen de droit de 1969, Matthias Beltz a travaillé à son service pendant près d'un an, avant de commencer un stage juridique à Darmstadt. En son sein, un « Kampfgruppe Jura », plus virulent s'oppose au « Basisgruppe » à Francfort.
Le Spiegel écrira 30 ans plus tard que le premier avait recours à la lance à incendie pour faire sauter des conférences « réactionnaires » ou soumettre à un contre-interrogatoire le professeur Adorno et s'en est pris au leader de l'Union socialiste allemande des étudiants socialistes (SDS) Hans-Jürgen Krahl, peu avant son décès début 1970.
Mais ce « Secours Républicain » sera rapidement emporté par la dissolution du la SDS juste après la mort de Hans-Jürgen Krahl au début de l'année 1970.

### Rolf Pohle, avocat à Munich
Ensuite, Rolf Pohle, avocat stagiaire, spécialisé dans l'assistance juridique à l'extrême-gauche à l'université Louis-et-Maximilien de Munich est en 1969 condamné à 15 mois d'emprisonnement en raison de son implication dans les barricades lors des émeutes de Pâques en 1968 mais bénéficie d'une libération conditionnelle. Il s'engage dans le Mouvement du 2 Juin de  Bommi Baumann et Georg von Rauch, cofondateur de la « Kommune 1 » et des Tupamaros West-Berlin, tué dans la fusillade le 4 décembre 1971 après une surveillance policière, à l'issue de laquelle des milliers de personnes manifestent à Berlin contre une politique répressive qui consiste à « tirer d'abord ». Rolf Pohle sera, lui, suspecté d'avoir dérobé un stock de 75 grenades en juin 1971, avec un commando de la Fraction armée rouge (RAF), dans une base américaine de Kaiserslautern.
Le Mouvement du 2 Juin, date de la mort de Benno Ohnesorg causée par le policier Karl-Heinz Kurras à Berlin-Ouest, est officiellement créé en janvier 1972 et attaque des commissariat dès le 3 mars 1972.

### La création en février 1972 et le teach-in du 31 mai 1972
Hans-Joachim Klein, militant du groupe Revolutionärer Kampf de Joschka Fischer, entre au "Secours Rouge" allemand en février 1972,. Il y contribuera au soutien juridique à la RAF, en travaillant pour le cabinet d'avocats Johannes Riemann,. 
Hans-Joachim Klein a été recommandé par son amie Inge Hornischer de Francfort pour travailler comme messager et chauffeur, auprès de Klaus Croissant. Klein était personnellement proche d'Inge Hornischer, qui appartenait en 1968 - en tant que stagiaire - au cabinet d'avocats de Heinrich Hannover et Horst Mahler, les fondateurs du Secours Républicain.
Le second avait participé aux actions violentes contre le groupe de presse Springer puis a été rapidement arrêté en 1970 après avoir participé à l'évasion d'Andreas Baader et fui en Jordanie avec lui. Le premier est resté suspect aux enquêteurs. Heinrich Hannover a ainsi raconté dans ses mémoires qu'il lui a fallu 4 jours avant de pouvoir rencontrer sa cliente Ulrike Meinhof après son arrestation en juin 1972. Le  27 septembre 1968 à Francfort, Heinrich Hannover était l'avocat de Daniel Cohn-Bendit.
L'association est plutôt marxiste, contrairement au "Secours noir" plutôt anarchiste, cofondé par Ingeborg Barz et son ami Wolfgang Grundmann, d'abord proches du Mouvement du 2 Juin, juste avant d'être recrutés à l'automne 1971 par Gudrun Ensslin, de la "RAF". 
Le 21 février 1972, Ingeborg Barz téléphone à sa mère qu'elle veut quitter la RAF, mais le 27 mai 1972, on la retrouve sur la liste des 19 terroristes recherchés, publiée par la presse. La rumeur d'un meurtre par la RAF, tout comme les recherches infructueuses dans la forêt de Gernsheim, où son corps aurait été enterré.
Le 31 mai 1972, dans les hauts-parleur de l’amphithéâtre IV de l'Université de Francfort, plusieurs centaines d'étudiants, parmi lesquels Daniel Cohn-Bendit, sont réunis pour un "teach-in" à l'appel du Secours rouge. Ils écoutent un message enregistré d'Ulrike Meinhof appelant à se joindre aux attaques contre les bases américaines qui ont été lancées en rafales depuis trois semaines et ont causé de nombreux morts et blessés chez les soldats américains,. Le jour même, la police et la justice allemande ont lancé une opération de grande ampleur qui va leur permettre d'arrêter huit dirigeants de la RAF, dont tous les principaux, en quelques semaines. La veille, 30 mai 1972, la colère était à son comble au Japon où des terroristes de l'Armée rouge japonaise ont tué 26 personnes à la kalachnikov lors du Massacre de l'aéroport de Lod. Le lendemain, lors du "teach-in" de Francfort, Daniel Cohn-Bendit se désolidarise de l'appel d'Ulrike Meinhof, même si Ede, femme de Joschka Fischer est militante du Secours rouge. Un an plus tard, leur journal infléchira sa position en faveur de la RAF.
Deux semaines plus tard, à la mi-juin 1972, peu après l’arrestation de Gudrun Ensslin, son avocat est dessaisi par la Cour fédérale de justice: pour les juges, Otto Schily serait, selon toute vraisemblance, membre de l'organisation criminelle de sa cliente. L'avocat dénonce le viol de la "Loi fondamentale" garantissant le libre exercice des métiers, les juges ne donnent pas entièrement tort à son argumentation. Ces soupçons de collusion des avocats de la défense sont renforcés quand Ulrike Meinhof est arrêtée peu après avec sur elle un papier écrit à la main par Ensslin.  
La centralisation de la RAF autour des avocat a ainsi montré ses faiblesses lors des 8 arrestations de juin 1972. Pour prendre le relais, en évitant les expériences désastreuses de la RAF, un nouveau groupe terroriste est fondé à Francfort à l'été 1972 : les Revolutionäre Zellen. Ses membres évitent la clandestinité et toute centralisation. Volontairement peu nombreux, sélectionnés après des années de tests dans plusieurs associations comme le Secours rouge, ils ne se rencontrent que dans les bois, où ils s'entraînent et peaufinent armement et faux passeports. 
Ces Revolutionäre Zellen sont fondés par 4 salariés d'un petit éditeur de Francfort, "Red Star". Parmi eux, le comédien amateur Wilfried Böse, fondateur du comité de soutien local aux "Black Panthers" et sa femme Brigitte Kuhlmann, qui vient d'échouer à cacher Ulrike Meinhof à Hanovre, où un voisin qui avait pourtant promis la solidarité l'a dénoncée en juin. Également salariés de  "Red Star", le couple formé de Johannes Weinrich et Magdalena Kopp, qui partent en Bavière près d'Erlangen, avec Gerd-Hinrich Schnepel, un autre petit éditeur francfortois, le cinquième cofondateur. 
Wilfried Böse contacte Hans-Joachim Klein, délégué du Secours rouge, qu'il sait "très actif dans les manifs" se "baladant un peu partout" pour "participer à des meetings". Apprenant qu'il est "fana des armes" il l'enmène dans une armurerie. Avec les Revolutionäre Zellen, il fera d'abord "des petites actions" et a "beaucoup voyagé, surtout en Allemagne".

### La création d'un journal à l'automne 1972
Le journal "Nachrichten & Mitteilungen" du Secours rouge de Berlin-Ouest a été publié pour la première fois à l’automne 1972 et sa suite sera alternativement assurée par les comités de Francfort, Hambourg, et Munich. Parmi ses militants devenus ensuite célèbres, Götz Aly, le fondateur à Berlin du journal Hoch-Mpf, qui a ensuite pris conscience que cette voie « révolutionnaire » n’alimentait que des illusions et contredisait ses aspirations personnelles.

### Les passerelles entre RAF et Secours rouge
Après l'arrestation de tous les chefs de la "Bande à Baader" au printemps 1972, les militants du “Secours rouge” et du “Secours noir” assurent le lien entre les emprisonnés et le reste de l'extrême gauche et la RAF n'accepte très vite de lien qu'en échange du ralliement à leur cause,.
La RAF a aussi utilisé le Secours rouge pour mettre la pression sur la justice allemande, puis d'autres associations. À l'automne 1972, puis en 1973, le terme de "Nouveau fascisme" apparait ainsi dans la littérature d'une nouvelle association très liée à la RAF, l'Infonnationszentrum Rote Volksuniversitaet (IZRU).
Les associations d'aide aux prisonniers constitueront la première filière de passage vers les groupes terroristes, avec plus d'un quart des recrues, en particulier celui des RZ tandis que les réseaux étudiants féministes ou anarchistes jouent un rôle extrêmement marginal. Les historiens ont noté également une forte corrélation avec l'occupation de bâtiments et la participation à des manifestations violentes au cours desquels des policiers sont attaqués.
Passer d’activités légales à illégales était une élévation du statut social dans les cercles du Secours rouge soutenant ces activités. Les militants "solidaires" de la RAF pouvaient travailler par le biais des groupes de soutien des prisonniers  puis avoir la possibilité de promotions pour rejoindre les cabinets d’avocats, puis le groupe clandestin. Ceux qui en cours de route n’étaient plus d’accord avec certaines méthodes de la RAF ont choisi la création de leurs propres groupes, comme le "Mouvement du 2 Juin" et les "Cellules révolutionnaires" (RZ). Les efforts déployés par Andreas Baader pour intégrer les membres du  "Mouvement du 2 Juin" dans la RAF ont échoué. Hans-Joachim Klein et Wilfried Boese avaient d'abord travaillé pour RAF avant de partir plus tard aux RZ.

### Le soutien à la grève de la faim de mai 1973
À partir du 8 mai 1973, jour anniversaire de la victoire sur le fascisme le 8 mai 1945, une grève de la faim est menée collectivement pendant environ un mois et demi. Elle s'achève par une conférence de presse tenue par les avocats des prisonniers à Paris dans les locaux de l'Agence de presse APL. Le Monde du 1er janvier 1973 relève que parmi les premiers signataires figurent Henri Leclerc, Michel Foucault, Jean-Paul Sartre, Philippe Sollers, Mareellin Pleynet, Jean-Jaeques de Feliee et le C.A.P. (Comité d'action des prisonniers) français.
En août 1973, après la fin de cette grève de la faim, un article non signé dans "Nous voulons tout" (Wir Wollen Alles, WWA), le journal du groupe Revolutionärer Kampf, publié jusqu'en juin 1975, estime que la RAF "exerce son droit à se défendre et que ce droit est légitime". Lorsque le sociologue Oskar Negt avait pris ses distances avec le soi-disant "Baader-Meinhof-Gruppe" en juin 1972 après une série d'attentats à la bombe de la RAF à l'université de Francfort, Joschka Fischer l'avait fortement contredit.
Sa première épouse, Ede Fischer, était une militante activiste du Secours rouge à Francfort. Précédemment, lors du teach-in du 31 mai 1972 du Secours Rouge à Francfort, ou dans un tract aux ouvriers d'Opel, le groupe Revolutionärer Kampf avait critiqué la RAF pour un appel aux armes pas encore appuyé par les "masses" populaires.

### La fondation des Comités contre l'isolation et la torture
Après cette grève de la faim, une vingtaine d'avocats de la RAF décident que  le Secours rouge et l'IZRU sont insuffisants pour mettre fin à la "torture blanche" en prison, et fonde ses propres "Comités contre l'isolation et la torture en prisons", dans les régions, en revendiquant 450 membres, parmi lesquels Volker Speitel et Angelica Speitel. Il a pour objectif des campagnes anti-torture dépassant le cadre de l'extrême-gauche, par des collectes et pétitions. L’espace du tribunal et de la prison, sont alors investis par la Fraction armée rouge comme des lieux de pouvoir et de lutte à part entière.

### La tentative d'internationalisation
A l'échelle internationale, la RAF veut supplanter Amnesty International en récréant un genre de Secours rouge international, mais elle obtient très peu de soutien international, à part un peu en Italie et en France. Le 18 février 1974, un article de Viktor Kleinkrieg dans la revue de Sartre  Les Temps Modernes  rappelle que le journal maoïste français J'accuse-La Cause du Peuple, dans un numéro du début 1973, parlait de « la bande à Baader, groupe petit-bourgeois isolée des masses » en disant la même chose de « Septembre Noir ».
Le 30 octobre 1974, un groupe de futurs militants de la RAF, parmi lesquels Knut Folkerts, Monika Helbing, Stefan Wisniewski et Christian Klar  participent l'occupation des bureaux d'Amnesty International à Hambourg. La plupart vont participer à la prise d'otages de Stockholm le 25 avril 1975, dans laquelle deux personnes seront tuées.
Après la visite de Sartre aux quatre emprisonnés de la Fraction armée rouge parmi lesquels Andreas Baader, immortalisée par un une célèbre photographie prise lors de la conférence de presse à Stuttgart le 4 décembre 1974, ce sera la fondation à Paris le 20 janvier 1975 d'un "Comité pour la défense des Prisonniers en Europe", domicilié au cabinet de Klaus Croissant à Stuttgart et au siège de Les Temps Modernes à Paris, le jour de la publication d'une interview écrite d'Andreas Baader, dans le magazine allemand Der Spiegel. C'est  l'époque où Klaus Croissant rencontre l’avocat Jean-Jacques de Felice en janvier 1975 pour lui demander de participer à la défense des membres de la RAF.  
L'enjeu est la préparation de la convention européenne contre le terrorisme, qui vise à faciliter les procédures d’extradition dans les affaires de terrorisme. Des avocats et militants français y participent, en particulier des membres du Mouvement d'action judiciaire, groupement de juristes parmi lesquels Jean-Jacques de Felice, Irène Terrel et Antoine Comte, qui iront comme observateurs au premier procès de Croissant le 16 avril 1975, au cours duquel il sera exclu de la défense d’Andreas Baader.
Entre-temps, le recrutement des associations comme le Secours rouge est dopé par le décès d'Holger Meins au cours de la grève de la faim de la RAF en prison le 13 septembre 1974. Pour Angelika Speitel et Hans-Joachim Klein, ce décès signifie que tout ce qui avait été fait pour le sauver l'a été en vain. 
En réaction, le 20 décembre 1974, de nouveaux textes de loi limitent à trois le nombre d'avocats autorisé à chaque personne détenue, et exclut le droit de défendre plus de sept personnes à la fois. Cette réforme du code de procédure pénale de 1975 permit aussi d’exclure un avocat jugé « suspect ». Une législation qui sera encore renforcée le 18 août 1976 en instaurant un contrôle de la correspondance entre l’inculpé et son avocat puis le 14 avril 1978.
Entretemps, la mort d'Ulrike Meinhof en mai 1976 a eu des répercussions au sein des Comités de soutien, et d’autres enlèvements ont été planifiés pour la libération des terroristes de la RAF emprisonnés à Stammheim. Les plans codés ont été trouvés sur les avocats arrêtés en 1976, avec l’argent des vols de banque. Ces plans ont été reportés jusqu’à ce qu’ils entrent en vigueur avec le meurtre de Siegfried Buback, procureur général fédéral, le 7 avril 1977 puis celui de Juergen Ponto, président de la Dresdener Bank.

### Volker Speitel et sa femme, figures emblématiques du Secours rouge
Volker Speitel, membre du « Secours Rouge » de Stuttgart depuis 1973 puis avait participé au « Comité contre la Torture » et travaillait en collaboration avec les avocats Croissant et Lang à Stuttgart. Comme Hans-Joaquim Klein, membre du « Secours Rouge », il a cité la mort d’Holger Meins comme à l'origine de sa décision de devenir un militant actif de la RAF,.
En 1975 à Stuttgart, il devient responsable des services de messagerie entre les membres de la RAF emprisonnés et libres, centrés sur les bureaux de Klaus Croissant, tandis que sa femme Angelica trouve des planques discrètes pour les clandestins. Il révélera dans Der Spiegel du 31/1980 que la RAF ne recrutait que sur le principe d'accepter que la seule vie possible d'un allié, même non-clandestin, était l'illegalité et la lutte armée. 
Arrêté le 2 octobre 1977 dans un train à Puttgarden, il coopère avec les enquêteurs. Ses déclarations permettent la compréhension du fonctionnement de la RAF et des événements de la nuit de la mort de Stammheim au même moment. Il sera condamné le 14 décembre 1978 à trois ans et deux mois de prison pour appartenance à association criminelle, puis libéré le 1er septembre 1979, grâce à l'aide du programme de protection des témoins de l' Office fédéral de la police criminelle. Il changera de nom avec l'aide des autorités brésiliennes, et créera une petite agence de publicité au Brésil. Il a été le principal témoin de l’accusation dans le procès contre la "Bande à Baader" et certains de ses avocats en 1978 et 1979.
Parmi les ralliés plus tardifs du Secours Rouge à la "Bande à Baader", Wolfgang Grams, qui a aidé les membres de la Fraction armée rouge emprisonnés pendant leur grève de la faim en 1974, a rendu visite à certains d'entre eux et transmis certains messages à l'extérieur puis rejoint la Fraction Armée Rouge en 1984.